# Vol British Airways 149
Le 2 août 1990, les passagers du vol 149 de British Airways, en escale à Koweït, sont pris en otage par les forces armées irakiennes qui envahissent le Koweït. Le vol, assuré par un Boeing 747, relie alors Londres-Heathrow, au Royaume-Uni, à Kuala Lumpur, en Malaisie, avec une escale à l'aéroport international de Koweït. Cette prise d'otage intervient alors que l'Irak est en train d'envahir le Koweït, ce qui conduit par la suite à la guerre du Golfe. Parmi les passagers et membres d'équipage, pris en otage, certains sont autorisés à retourner chez eux par les soldats irakiens, d'autres sont transportés sur des sites militaires irakiens pour y être utilisés comme boucliers humains. À la suite de négociations entre Edward Heath, premier ministre britannique et Saddam Hussein, président de l'Irak, ce dernier accepte de libérer les otages. Le dernier l'est en décembre 1990.

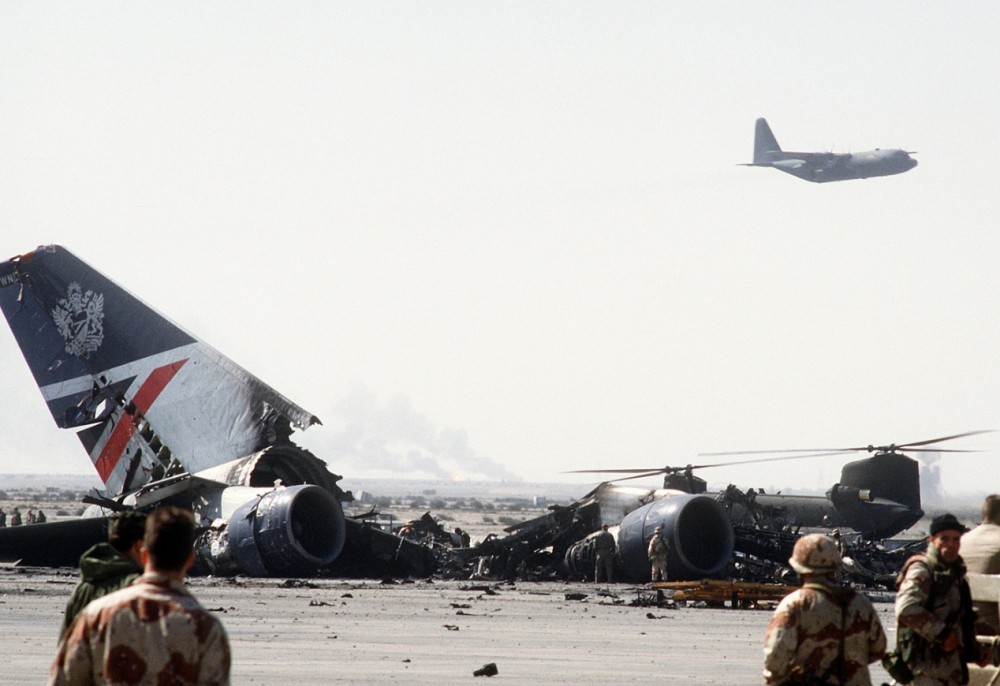
L'épave du 747 après sa destruction par les forces irakiennes.

## Historique
Le 747, transportant 367 passagers (dont des touristes français, allemands, japonais, américains et britanniques), avait atterri à 1h15 du matin à l'aéroport de Koweït City. Une heure plus tard, vers 2h20, des bombardiers irakiens larguent plusieurs bombes sur la piste de l'aéroport. Les passagers et l'équipage sont évacués par bus, où ils sont pris en otages par les soldats irakiens. Certains sont autorisés par les Irakiens à retourner chez eux tandis que d'autres sont alors utilisés comme boucliers humains et transportés sur des sites militaires irakiens. Un passager fut tué par les Irakiens, Fahad Al-Ahmed Al-Jaber Al-Sabah, membre de la famille royale koweïtienne.
L'ex premier ministre britannique Edward Heath rencontre alors personnellement le président irakien Saddam Hussein, qui accepte de libérer les otages. En décembre 1990, les derniers otages américains et britanniques sont libérés.

## Enquête
Plusieurs actions en justice ont été menées par les passagers du vol contre la compagnie aérienne britannique pour négligence alors qu'il est estimé que les gouvernements américain et britannique avaient été mis au courant plusieurs heures auparavant de l'invasion irakienne. Le 15 juillet 1999, les passagers français ont ainsi obtenu 2,5 millions d'euros de dommages et intérêts de la part de British Airways,.